# Passeig de la Revolució
El passeig de la Revolució és un carrer de la ciutat de Sabadell, que es troba al barri de La Cobertera-Covadonga del districte 1.
La via interurbana s'inicià a urbanitzar a finals de 1867, després de sufragar-se les despeses amb les multes imposades als sabadellencs detinguts per participar en la fallida revolta progressista, comandada per Gabriel Baldrich contra el regnat d'Isabel II d'Espanya, l'agost d'aquell mateix any a Catalunya. En aquell temps, el capità general destituí en bloc a tot el govern local i feu empresonar a l'alcalde Llorenç Junçà, alguns regidors i als primers contribuents del municipi que no acataren els seus designis. Foren alliberats el 5 de setembre de 1867, prèvia imposició d'una elevada sanció econòmica que es destinaria a una important obra urbanística per a embellir la ciutat. Feliu Vilarrúbias, el nou alcalde governatiu substitut de Juncà, decidí destinar la quantia econòmica a crear una passeig unís el nucli urbà amb el pont de la Salut. El nom de la via estava previst que fos «passeig d'Isabel II», no obstant, després del triomf de la Revolució de 1868 i el destronament de la reina Isabel II, la Junta Revolucionària decidí nomenar-lo «passeig de la Revolució».
El 9 de maig de 2018, l'Ajuntament presentà una proposta al veïnat amb l'objectiu de posar fi a la decadència de la via (vegetació degradada, mobiliari malmès, etc). El disseny d'aquest projecte de l'administració local per a garantir el manteniment del passeig arribà després que l'Associació de Veïns de Covadonga i Àngela Segura, la veïna que durant 25 anys es feu càrrec del manteniment del vial de forma desinteressada, sol·licitessin la intervenció municipal mitjançant la presentació de centenars de signatures lliurades el setembre de 2017 al regidor d'Espai Públic, Xavier Guerrero (ERC).
Concretament, la proposta de museïtzació del vial preveu: restaurar el mur i els bancs de pedra; fixar panells informatius al camí; incloure un sistema de reg automàtic; substituir l'arbrat que posi en risc la seguretat; plantar noves espècies per a millorar el traçat; reposar trams del paviment amb sauló sòlid; facilitar el pas a les seccions amb xaragalls i més pendent; i substituir l'enllumenat amb proposta pilot d'il·luminació intel·ligent de color, adient pels límits del rodal i l'impacte ambiental sobre la fauna.